# Furisode

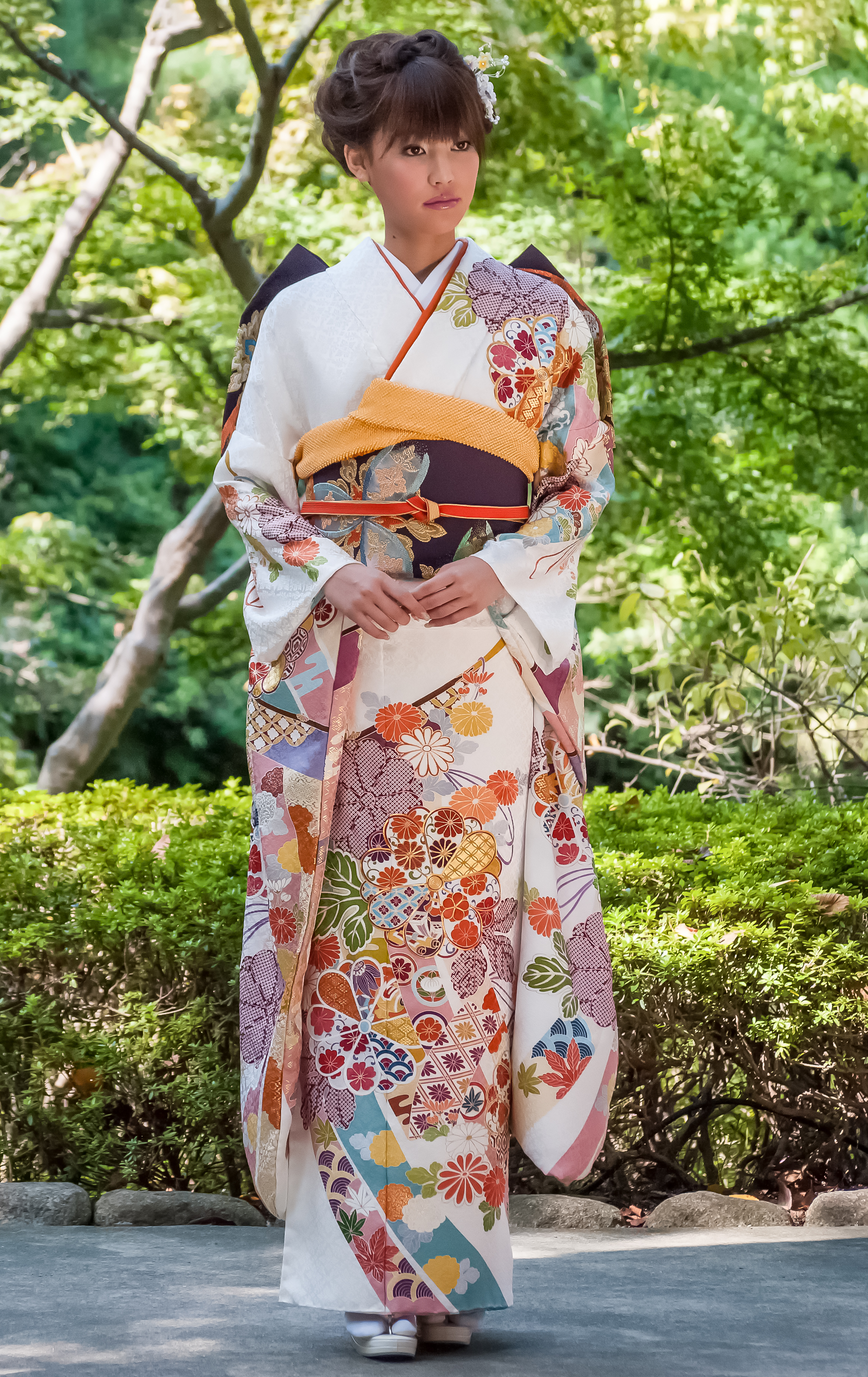
Na zdjęciu znajduje się Japonka ubrana w furisode.

Furisode (jap. 振袖) – rodzaj kimona z długimi rękawami. Obecnie jest to odpowiednik czarnego lub kolorowego tomesode i jest formalnym kimonem noszonym przez młode kobiety. Jest często noszone na ceremoniach dojrzewania i weselach, jako suknia ślubna lub jako strój wizytowy.

## Charakterystyka
W dzisiejszych czasach furisode jest uważane za pierwszy formalny strój dla niezamężnych kobiet. Chociaż furisode jest obecnie często uważane za noszone przez niezamężne młode kobiety, pierwotnie było to kimono dla młodych kobiet, niezależnie od tego, czy były niezamężne, czy zamężne.
Furisode można rozpoznać po długich rękawach, które sięgają od kostki do łydki. Często mają piękne kolory i dekoracyjne wzory. Furisode dzielą się na duże, średnie i małe w zależności od długości rękawów im dłuższy rękaw, tym jest bardziej prestiżowe.
Ubiór furisode zawiera: hada-juban (koszula noszona bezpośrednio na ciało), tabi (skarpetki), juban (bielizna), obi (pas), obijime (pasek), shiborizome obiage (dodatek utrzymujący węzeł obi), zōri (japońskie sandały), torebkę, ozdobę do włosów.
W przeciwieństwie do furisode, tomesode to kimono wywodzące się ze skróconych i dopasowanych rękawów ślubnego furisode i jest uważane jako pierwszy formalny strój dla zamężnych kobiet.

## Historia

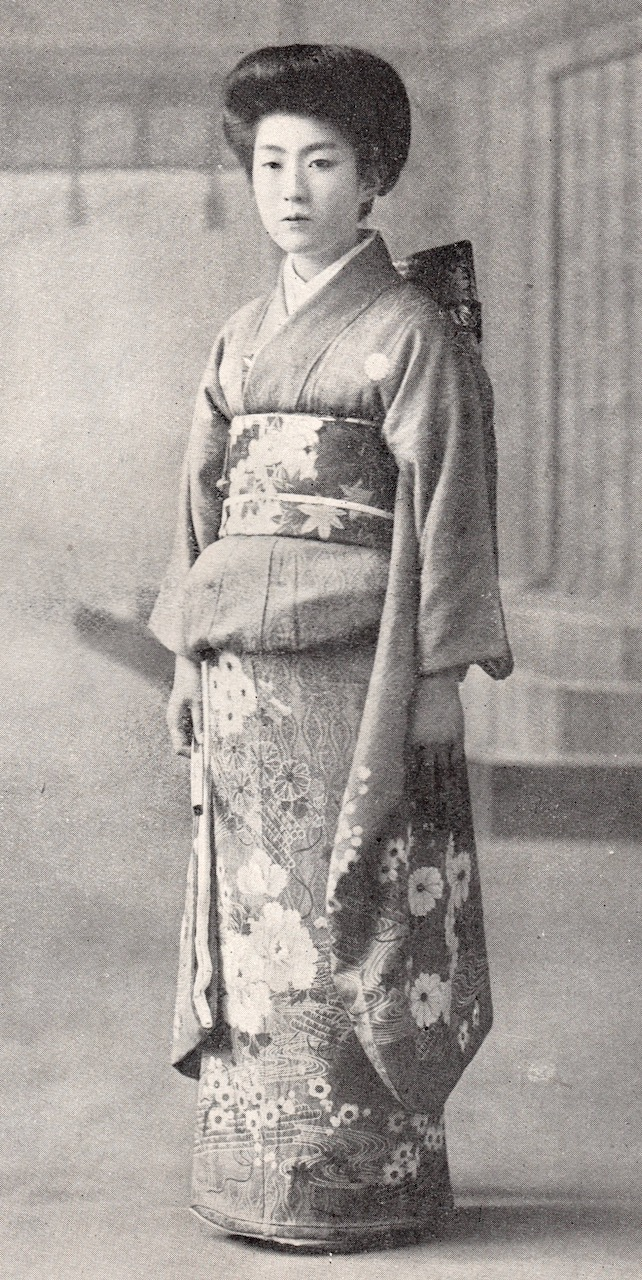
Księżniczka Anko z rodziny Yamashinamiya w furisode.

Uważa się, że prototyp furisode powstał w okresie Asuka.
Początkowo furisode miały stosunkowo krótkie rękawy i były noszone na co dzień przez tych, którzy mogli sobie na nie pozwolić. Ostatecznie, gdy rękawy stały się dłuższe, furisode stało się stylem kimona noszonym głównie na specjalne okazje. Zgodnie z jednym z XVII wiecznych dokumentów, chłopcy mogli nosić furisode do 18 roku życia lub do czasu przejścia przez ceremonię dojrzewania. Dziewczęta miały przestać nosić furisode po wyjściu za mąż lub po ukończeniu 20. roku życia.
Początkowo nie było wyraźnej różnicy między krojem męskim a kobiecym w furisode, ale w XIX wieku wzory tkanin stały się zróżnicowane między płciami. W XX wieku furisode stało się zarezerwowane wyłącznie dla kobiet i dziewcząt. Jest to część specyfiki płciowej odzieży dziecięcej, która rozwinęła się pod wpływem Zachodu. Gdy furisode zaczęło być silniej kojarzone z młodymi i dorosłymi kobietami, termin ten został usunięty z odzieży dziecięcej z krótkimi rękawami i zaczęto używać bardziej ogólnego terminu „wakiake”.
Od czasów starożytnych akt machania tkaniną i innymi przedmiotami miał znaczenie magiczne i mówi się, że kobiety, które służyły bogom, wykonywały tamafuri (machanie duszą), w którym machały długą tkaniną lub długimi rękawami.
Co więcej, machanie furisode przez niezamężne kobiety było czasami używane jako znak zalotów, z długim furisode machającym w przód i w tył, aby wskazać „niechęć” oraz w lewo i prawo, aby wskazać „sympatię”. W literaturze okresu Edo można go znaleźć w takich dziełach jak Kanazōshi i Kōshoku Ichidai Otoko, i mówi się, że jest źródłem terminów „futta” i „furareta” we współczesnych powieściach romantycznych.

## Suknia ślubna

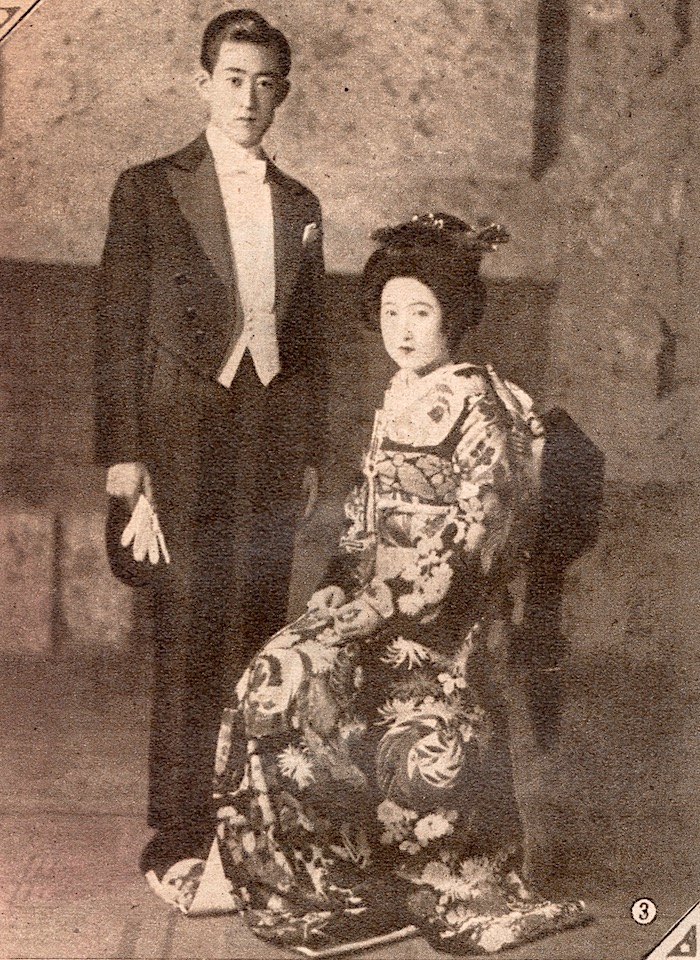
Fotografia ślubna z 1938 roku. Panna młoda ma na sobie furisode.

Pierwotnie używane przez córki samurajów podczas ceremonii ślubnych w okresie Edo. W późnym okresie Edo nie tylko rodziny samurajów, ale także bogaci kupcy i zamożni rolnicy, znani jako Omotefuke, nosili ten sam wspaniały biały, czerwony i czarny strój ślubny (sanzoku), a w kulturze klasy średniej pojawił się trend noszenia furisode wykonanej z tkaniny czarnej krepy z pięcioma herbami jako stroju ślubnego. Furisode były powszechnym strojem ślubnym dla bogatych kupców od okresu Meiji do wczesnego okresu Shōwa. Później, podczas wojny, efektowne „sanzoku” zniknęły, a normą stał się czarny furisode, który można było przekształcić w tomesode.
Furisode w kolorze czarnym są uważane za najbardziej prestiżowe i tylko takie mogą być noszone na ceremoniach ślubnych Shintō. Furisode z innymi kolorami są zalecane do noszenia na przyjęciach weselnych w tym, że szary i fioletowy były uważane za kolory odpychające i nie były używane jako kolory wyjściowe.
Od początku XXI wieku zyskał popularność jako drugi pod względem popularności japoński strój ślubny po shiromuku (białe kimono) i uchikake (kolorowe kimono), a oprócz tradycyjnego stylu, popularność zyskała również koordynacja z zachodnimi włosami i nakryciami głowy.

## Galeria

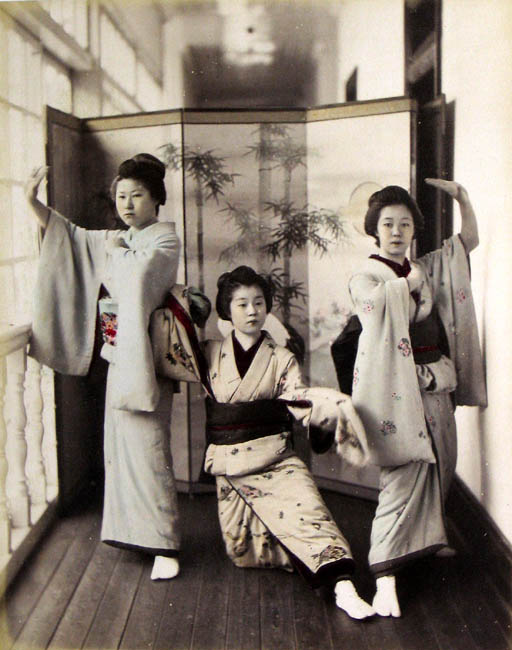
Trzy dziewczynki w furisode pozujące na werandzie, ok. 1885 r.
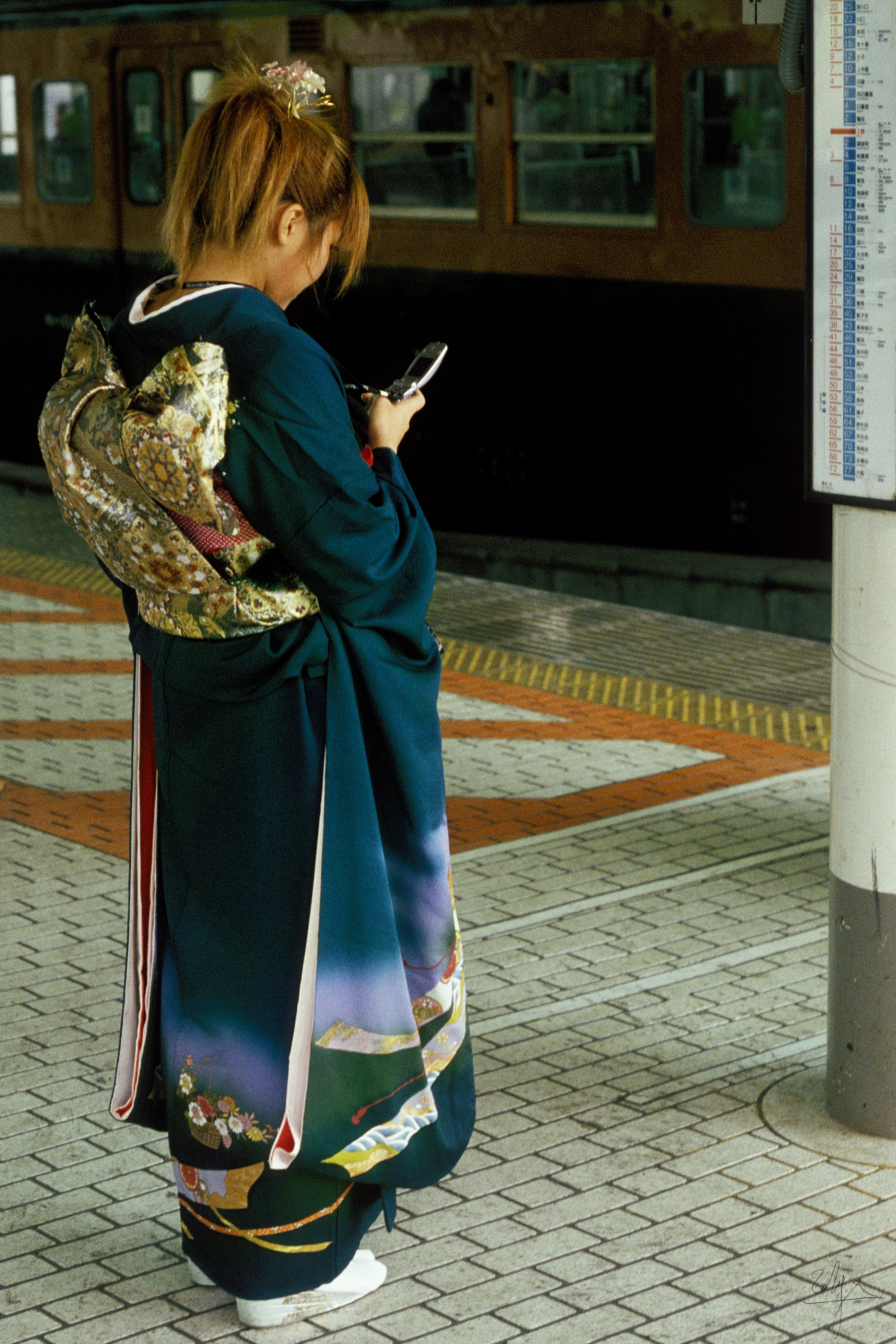
Japońska dziewczyna w furisode.
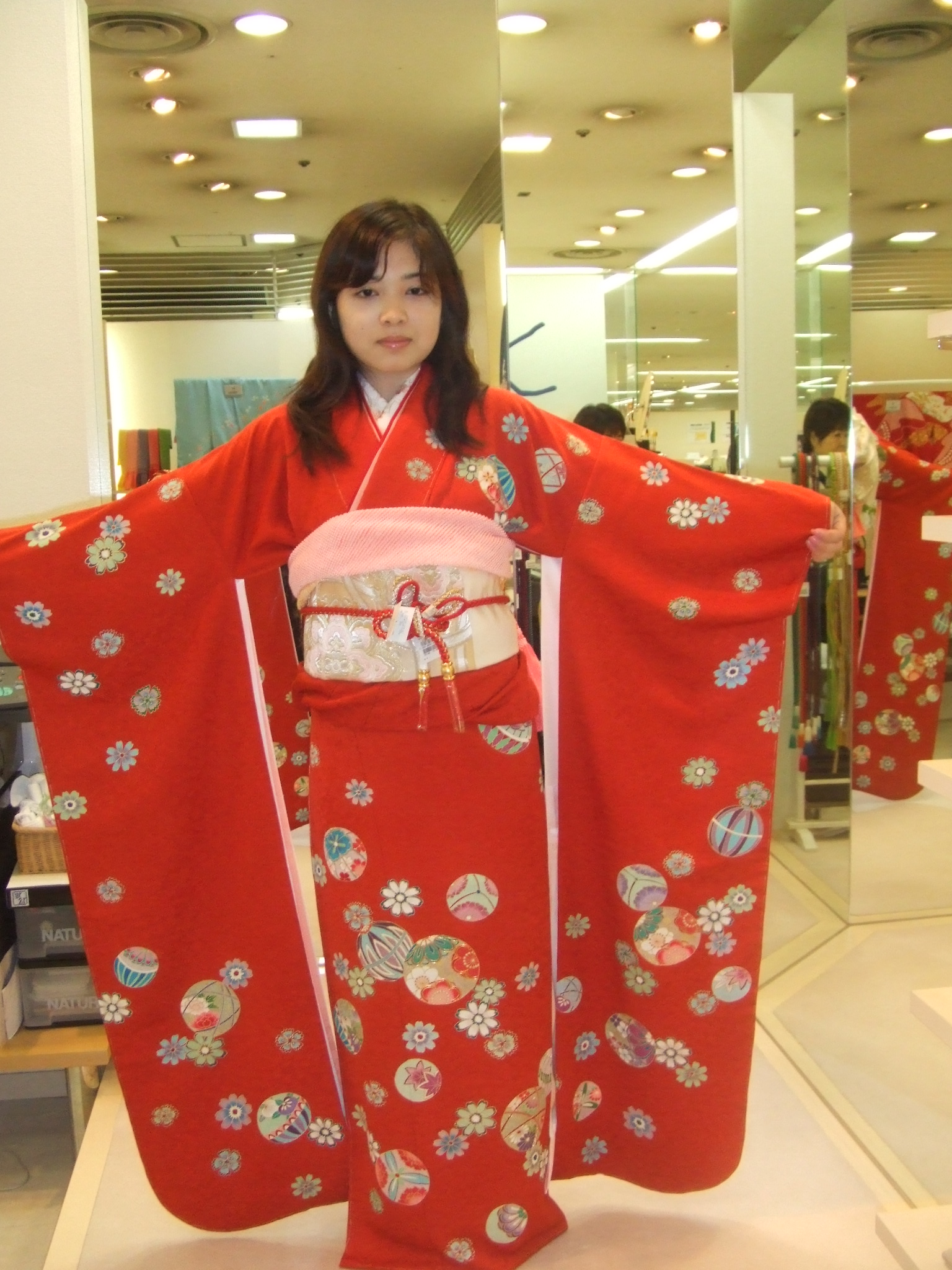
Młoda Japonka ubrana w furisode.
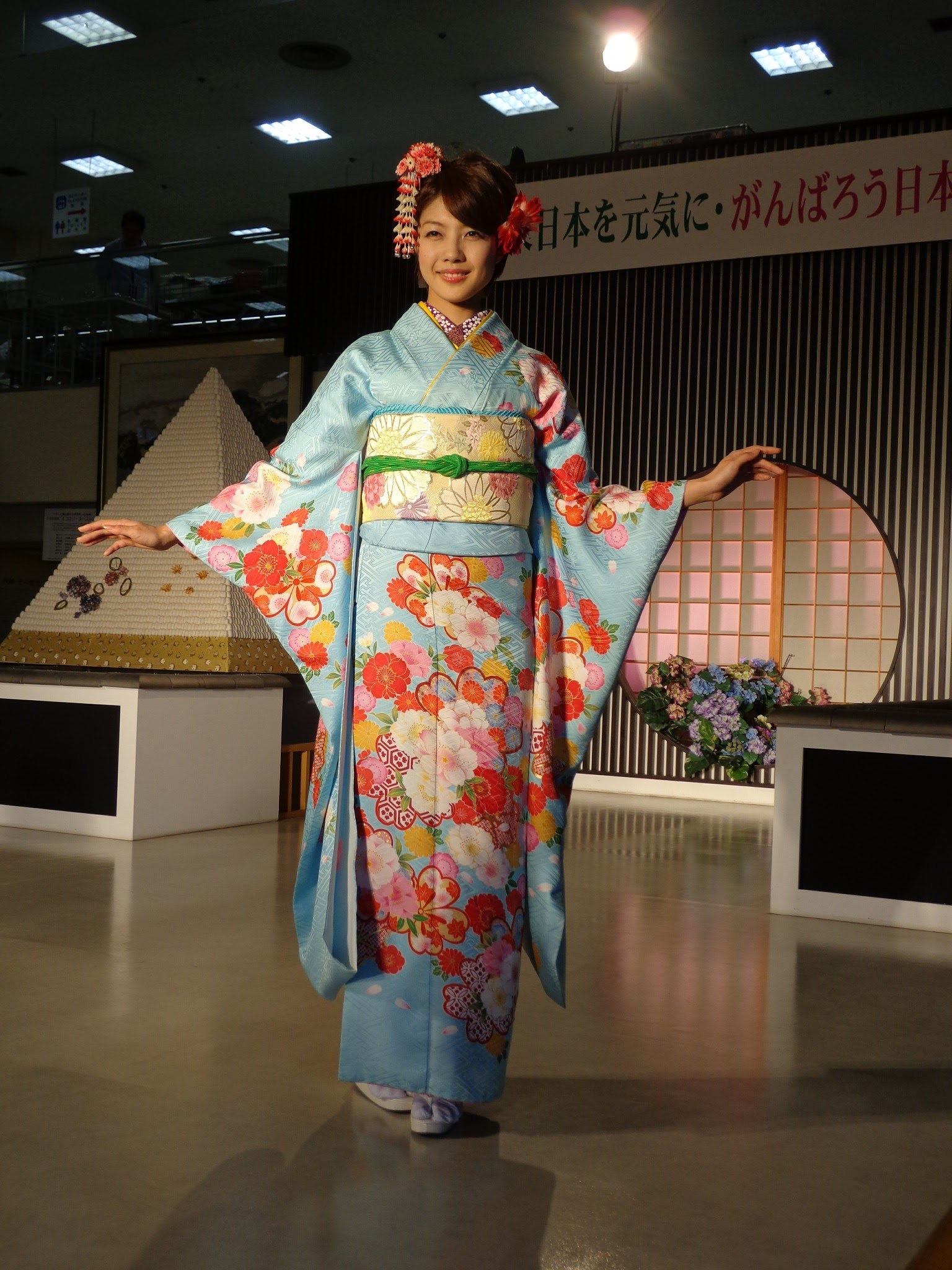
Japonka ubrana w furisode, sfotografowana od przodu.
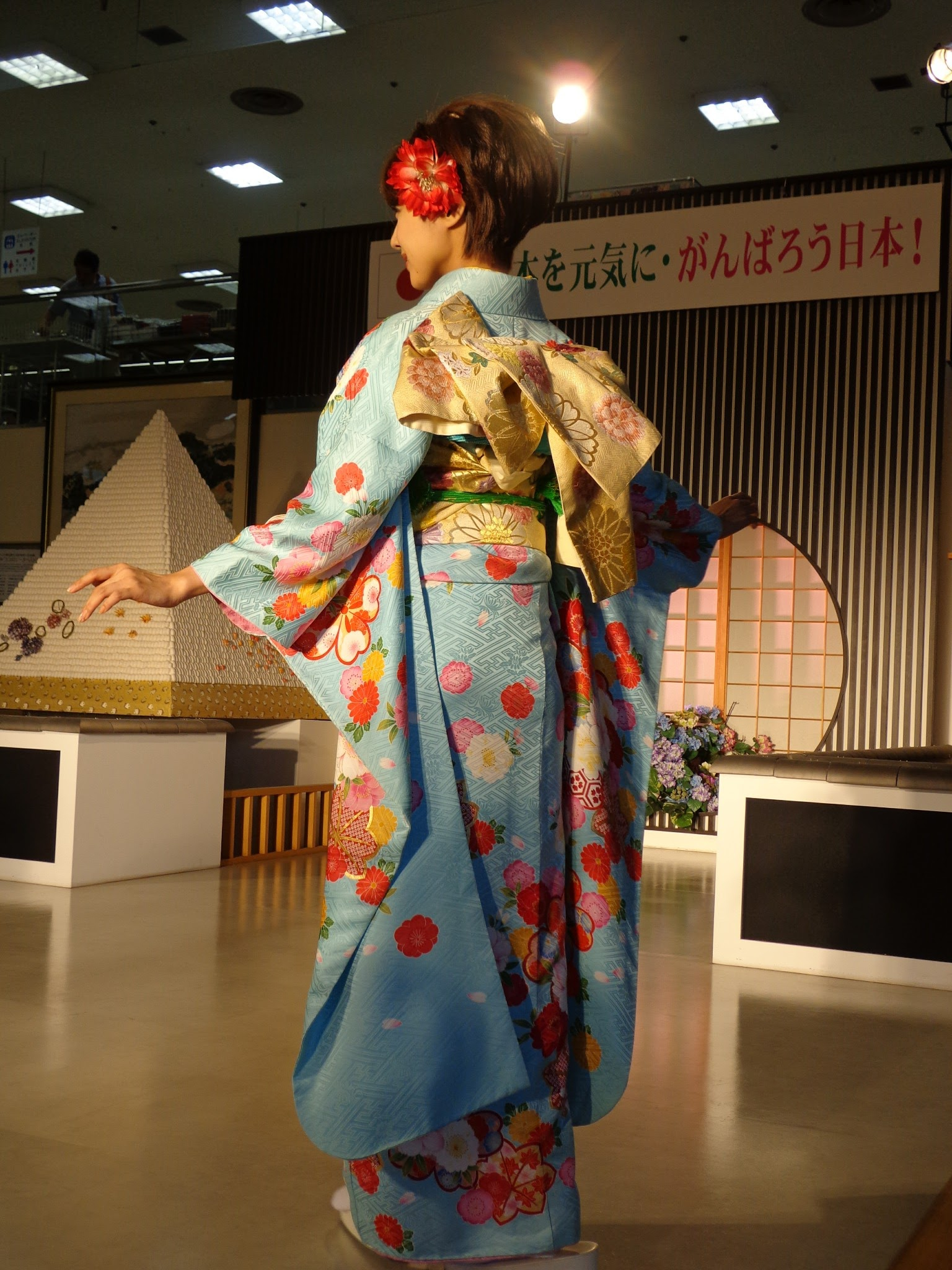
Japonka ubrana w furisode, sfotografowana od tyłu.
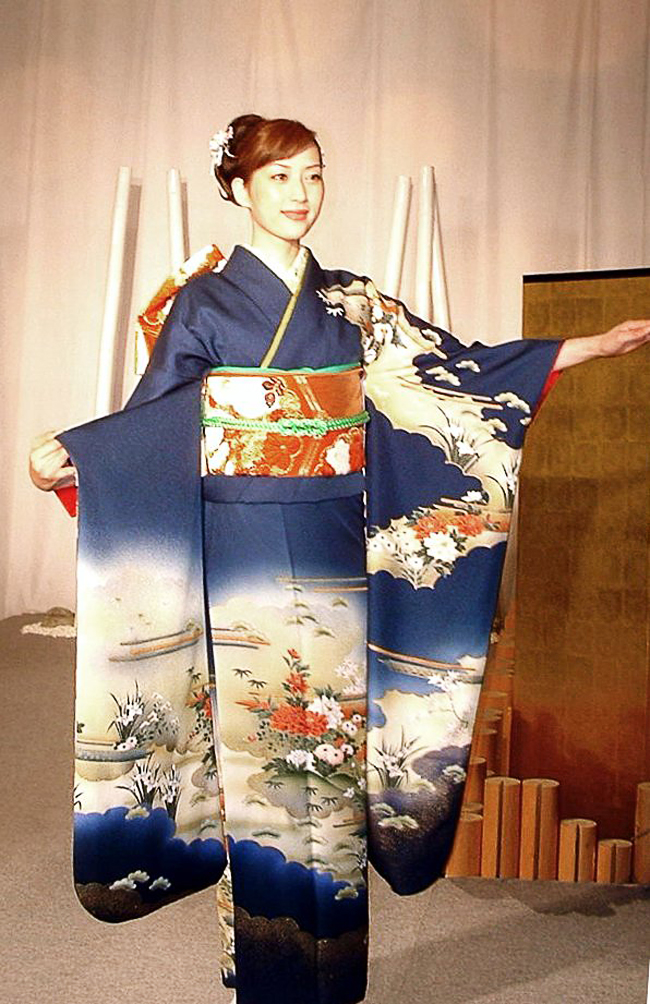
Modelka ubrana w furisode w 2003 r.